# Joseph Bukiet
Joseph Bukiet, né en 1896 à Łódź en Pologne et mort le 2 mars 1984 au Kremlin-Bicêtre, est un architecte français.

## Biographie
Élève de l'École des beaux-arts, à partir de 1918, dans l'atelier Léon Jaussely, il est architecte DPLG en 1922.
Chef de l'agence Jaussely pendant 10 ans, il construit dans ce cadre plusieurs bureaux de poste à Paris et en région parisienne (notamment l'immeuble de la direction régionale des Postes et des télégraphes de Toulouse, et le bureau de poste 14 rue du Colisée, Paris 8e).
Au décès de Jaussely en 1933, il est nommé architecte du ministère des Postes et poursuit la construction de bureaux de postes parisiens.

## Principales réalisations

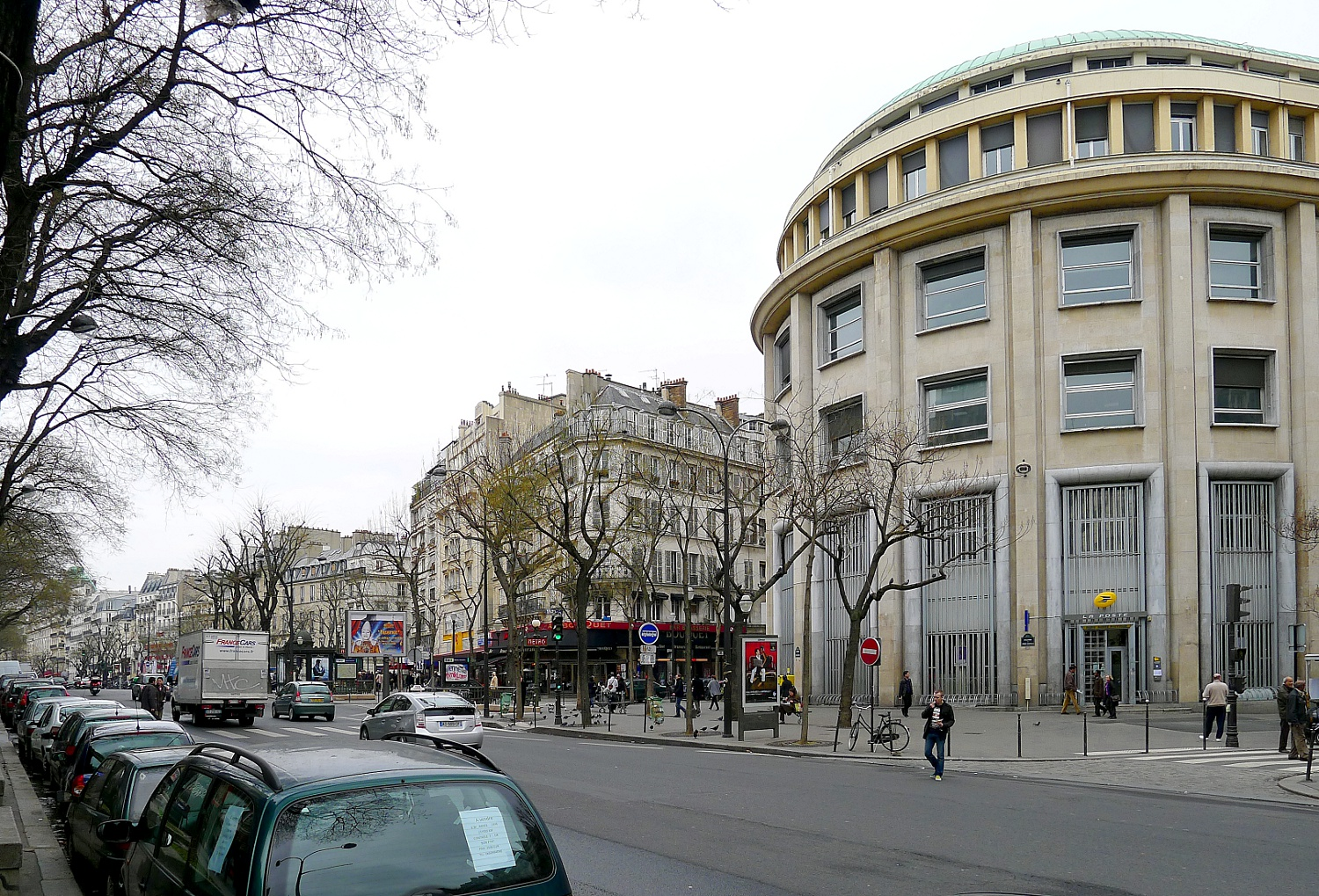
La poste Boulevard de Bonne-Nouvelle à Paris.

- 1930-1933 :  Patrimoine XXe siècle (2017) extension du bureau de poste Saint-Aubin, no 28 bis rue Pierre-Paul-Riquet à Toulouse[2]
- 1935 : Bureau de poste 12 rue Castex à Paris
- 1935 : Bureau de poste de Châtenay-Malabry
- 1936 : Bureau de poste d'Asnières-sur-Seine
- 1937 : Bureau de poste de Rambouillet
- 1938 :  Patrimoine XXe siècle (2019) Bureau de poste de Nogent-le-Rotrou[3]
- 1953 : Bureau de poste 18 boulevard de Bonne-Nouvelle à Paris (à la place du Bazar Bonne-Nouvelle) avec André Gutton
- 1957 : bureau de poste 97 boulevard Richard Lenoir à Paris
- 1970 : Bureau de poste d'Aix-en-Provence